# Nivell d'energia

Fig.1 Nivells d'energia

Un nivell d'energia o nivell energètic és una quantitat estable d'energia, que un sistema físic pot tenir; el terme s'utilitza més comunament fent referència a la configuració electrònica d'electrons, en àtoms o molècules. Segons la teoria quàntica, només certs nivells d'energia són possibles; com més alt és el nivell energètic on l'electró està situat, més gran és la seva energia potencial.
Hem de pensar amb els nivells energètics com a graons d'una escala, separats per distàncies desiguals. Una pilota (a la realitat seria un electró), situada al graó més baix tindrà una energia potencial petita, per tant serà un estat poc energètic. La pilota no és estable entremig de dos graons, no hi han estats intermedis, ha d'estar forçosament situada en un graó. Podem fer pujar la pilota un o més graons, subministrant-l'hi energia, i quan fem baixar la pilota un o més graons, allibera energia.
El conjunt de tots els nivells energètics d'un sistema s'anomena espectre energètic

Fig.2 Nivells energètics de l'àtom d'hidrogen

Un estat energètic o estat energètic molecular és la suma dels components electrònic, vibrational, i rotacional, de manera que:
{\displaystyle E=E_{electronic}+E_{vibracional}+E_{rotacional}}
Les energies específiques d'aquests components depenen de l'estat energètic on estigui l'electró i de la substància.

## Descripció
- Cada capa d'electrons pot contenir un nombre màxim d'electrons.
- Aquest nombre màxim és {\displaystyle 2n^{2}} : el primer nivell 2 electrons, el segon nivell 8 electrons, el tercer nivell 18 electrons...
- L'energia potencial és zero a distància infinita del nucli o molècula, per tant els estats energètics dels electrons tenen energia potencial negativa.